# Svabensverk

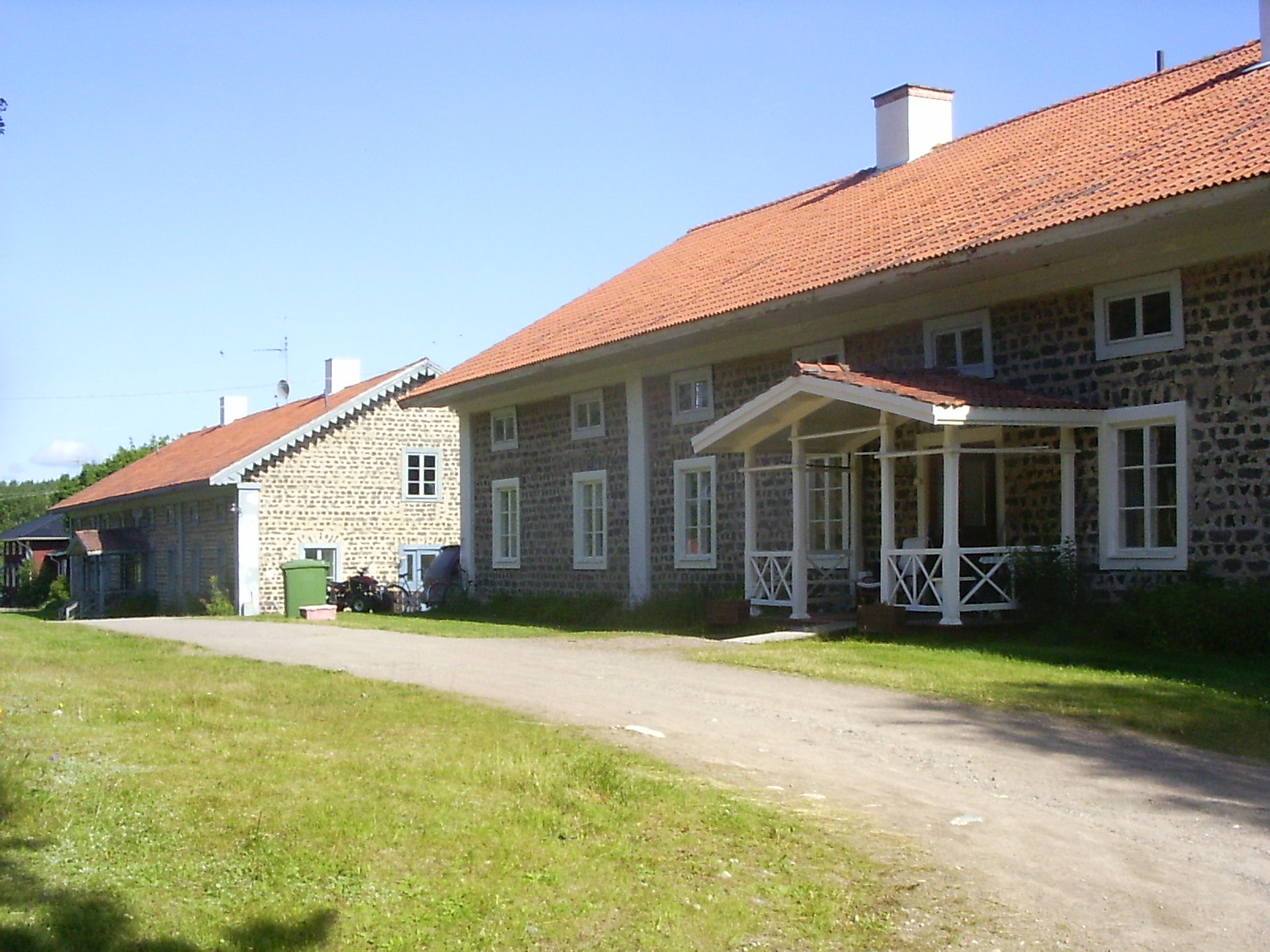
Gamla arbetarbostäder byggda i slaggsten

Svabensverk är en liten bruksort i sydvästra Hälsingland, Ovanåkers kommun belägen vid sjön Hämmen precis vid gränsen till Dalarna. Riksväg 50 och Glitterån passerar genom Svabensverk.

## Musik
Orten är i musiksammanhang känd för Jazz i Svaben (fram till 2007), en festival startad till den på orten bosatte jazzmusikern Christer Boustedts minne. Numera arrangeras endast Folk och dans i Svaben.

## Telefon
Svabensverk fick i juni 1948 sin telefonväxel för 20 abonnenter vilket visade sig vara för lite, den utökades under hösten för att ansluta 50 abonnenter